# (15695) Fedorshpig
(15695) Fedorshpig (1985 RJ5) – planetoida z pasa głównego asteroid okrążająca Słońce w ciągu 3,79 lat w średniej odległości 2,43 j.a. Odkryta 11 września 1985 roku.